# New Romantics (Taylor Swift)
New Romantics is een nummer van de Amerikaanse zangeres Taylor Swift uit 2016. Het is de zevende en laatste single van haar vijfde studioalbum 1989.
"New Romantics" is een vrolijk nummer dat gaat over het opnieuw aanwakkeren van hoop en energie na een gebroken hart. De titel verwijst naar de New romantic-beweging uit de jaren '70 en '80, waaruit de new wave en synthpop voortkwamen. Niet verwonderlijk dat het nummer dan ook uit deze genres is geïnspireerd. De plaat werd een kleine hit in Amerika, waar het de 46e positie bereikte Billboard Hot 100. In Nederland deed het nummer niets in de hitlijsten, terwijl de Vlaamse Ultratop 50 wel werd gehaald met een bescheiden 33e positie.

## Tracklijst
- Muziekdownload

1. "New Romantics" - 3:50